# Ławeczka Tuwima
Ławeczka Tuwima – spiżowy pomnik autorstwa Wojciecha Gryniewicza odsłonięty 10 kwietnia 1999 roku przy ulicy Piotrkowskiej 104 przed Pałacem Juliusza Heinzla w Łodzi. 
Pomnik przedstawia naturalnej wielkości Juliana Tuwima siedzącego na ławeczce w pozie sprawiającej wrażenie, jakby poeta słuchał kogoś siedzącego obok niego. Miejsce na ławeczce obok Tuwima jest wolne, co umożliwia widzowi zajęcie obok niego miejsca i wczucie się w rolę osoby z nim rozmawiającej. Nos rzeźby jest wytarty z powodu miejskiej legendy mówiącej, że potarcie nosa Juliana Tuwima przynosi szczęście.
Rzeźba jest częścią tzw. Galerii Wielkich Łodzian – grupy plenerowych pomników w brązie, ustawianych na chodnikach Piotrkowskiej od 1999 roku.

## Statuetki
W czasie rządów w Łodzi Krzysztofa Jagiełły miniatura Ławeczki była przyznawana jako Nagroda Prezydenta Miasta za szczególne osiągnięcia w promocji Łodzi.

## Symbol Łodzi
W 2003 roku pomnik został wybrany w plebiscycie na „Rzeźbę Roku”. W 2004 autor pomnika Wojciech Gryniewicz otrzymał wyróżnienie Polskiej Organizacji Turystycznej w konkursie na „Turystyczną Pamiątkę z Regionu” za miniaturową Ławeczkę Tuwima - symbol Łodzi. W 2009 Ławeczka Tuwima była nominowana w konkursie na „7 cudów Łodzi”.

## Kontrowersje
Marcel Szytenchelm i Tomasz Sobczak w rozmowach z dziennikarzami przyznają sobie autorstwo projektu rzeźby.